# The Sims 3: Showtime
The Sims 3: Showtime è la sesta espansione per il videogioco di simulazione di vita per computer The Sims 3 pubblicata in Italia il 9 marzo 2012 che, come il precedente capitolo The Sims: Superstar, introduce la possibilità di vivere una vita da star.

## Il Gioco
Questa espansione permette ai Sim di diventare delle vere star. Viene introdotto un nuovo quartiere, Starlight Shores che contiene nuovi locali e oggetti dove i Sim potranno migliorare e mostrare i loro molteplici talenti. C'è la possibilità di costruire dei palchi per fare esibire i Sim e si avvicineranno grandi folle di persone pronte ad ammirare e pagare i biglietti. La nuova funzione facoltativa del SimPort, permette di inviare i Sim nella partita di un amico per esibirsi nel suo modo, guadagnare premi, prenotare spettacoli, andare in tournée e perfino ricevere recensioni.

## Nuove Carriere
Questa espansione prevede l'introduzione di 3 carriere principali, ovvero il Mago, il Cantante e l'Acrobata. Ogni carriera ha un proprio preciso svolgimento, partendo dalle esibizioni per strada fino a scalare la fama e arrivare ad esibirsi nel grande stadio. Quando si decide di intraprendere una di queste nuove carriere, si sceglie un nome d'arte che il gioco vi può generare in automatico oppure che sarà il giocatore a scegliere. Esibirsi non sarà semplice, infatti agli inizi i guadagni sono pochi e le possibilità di esibizione sono per strada oppure nel parco, ma conquistando esperienza si potrà iniziare a fare provini per ottenere ingaggi per esibirsi nei locali di tutta la città. Per ottenere un ingaggio nei locali si deve sostenere un vero provino di fronte al proprietario del locale interessato e se lui lo riterrà opportuno concederà al Sim la serata nel suo locale.

## Nuove Attività
- Quando il Sim ottiene un ingaggio per una serata gli sarà chiesto di allestire il palco per la sua esibizione e sarà il giocatore a decidere come comporlo, scatenando la propria creatività e decidere di puntare di più sulla scenografia, sugli effetti speciali, le luci e tutto quello che si ritiene opportuno. C'è inoltre la possibilità di salvare le varie disposizioni in modo da riutilizzarle anche in futuro.
- Quando il Sim si esibisce è possibile decidere quale canzone far cantare ad un cantante oppure, nel caso di un mago, quale gioco di prestigio svolgere. La star potrà anche interagire con il pubblico che a sua volta può fare delle richieste oppure può omaggiare o deridere la vostra esibizione lanciando oggetti. Terminata l'esibizione si può ottenere una recensione.
- Si possono assumere maghi, cantati, acrobati e DJ anche per le feste in casa, chiamando il servizio tramite il telefono.
- I Sim possono imparare l'abilità di DJ e sfruttarla per guadagnare denaro lavorando nei locali oppure in feste private.

## Nuovo sistema di Successi
Viene inserito nel gioco un nuovo sistema di successi in modo regolare. I Sim possono ricevere premi per avere raggiunto gli obiettivi e completato le sfide speciali, seguendo e condividendo i progressi attraverso i feed di notizie e i messaggi integrati.

## Curiosità
- Come colonna sonora del trailer ufficiale dell'espansione viene utilizzata la canzone Firework della cantante statunitense Katy Perry.
- Esiste anche una versione limitata dell'espansione, basata proprio su Katy Perry.